# گراردوس وسلینگ
گراردوس وسلینگ (به انگلیسی: Gerardus Wesling) (زادهٔ ۲۱ نوامبر ۱۸۸۵ - درگذشته ۱۰ اوت ۱۹۵۴) ژیمناست اهل کشور هلند بود.